# Нур ад-Дін Мухаммад
Нур ад-Дін Мухаммад II (перс. نورالدین محمد; нар. 1148 — 1210) — 2-й правлячий імам Аламутської (Нізаритської) держави у 1166—1210 роках. Разом з тим почесне ім'я «Нур ад-Дін» в деяких дослідниках ставиться під сумнів, оскільки в різних рукописах «Калам-і Піра» відомий як «Алā ад-Дін» або «Дія ад-Дін» чи іноді «Зіяр ад-Дін».

## Життєпис
Син імама Хасана II та представниці роду Буїдів. Народився 1148 року в Аламуті. 1166 року його батька було вбито швагером Хасаном ібн Наваром з Буїдів. Відразу після вступу на престол він наказав заарештувати того та його родичів і засудив їх до страти. Наслідком цього стало знищення рештків Буїдів в Персії.
Мухаммад II підтвердив, що його батько, а отже, він сам були нащадками Нізара та наступних імамів. Ймовірно отоді ще існували щодо цього сумніви. За його панування не було війни між ісмаїлітами та сусідніми правителями. Цілком можливо, що сили Аббасидів і Сельджуків перебували на занепаді і не змогли напасти на ісмаїлітські замки.
В цей час Аламут став прихистком для усіх хто тікати з сусідніх країн, зокрема Устандара Хазарасфа бін Шахрнуша Бадуспаніда, правителя Рустамдара і Руяна, що втік від Хусама ад-Даули Ардашира, правителя держави Бавандів. Також за наказом імама асасини вбили візира багдадського халіфа. Разом з тим Рашид ад-Дін Сінан, очільник сирійських нізаритів, фактично став напівнезалежним, створивши власне автономну державу.
У вересні 1210 року Нур ад-Дін Мухаммад II помер, можливо, через отруєння. Його наступником став син Джалал ад-Дін Хасан.

## Творчість
За повідомленнями сучасників був плідним письменником, займаючись завершення розробки доктрини кіямат (воскресіння). При цьому спирався на напрацювання свого батька. Чинником цієї діяльності стало те, що під час його періоду серед нізаритів виникло небагато помилкових уявлень про «кіяму» в Персії та Сирії, тому Мухаммад II написав кілька трактатів, щоб виправдати доктрину кіями. 
У своїй розробці доктрини кіяма він також відводив центральну роль імаму. Мухаммад II наполягав на тому, щоб ісмаїліти могли бачити Аллаха в імамі, так ніби вони бачили Бога в раю насправді бачили імама. Це означало повну особисту трансформацію ісмаїлітів, від яких очікувалося, що відтепер вони не бачать нічого, крім імама та прояву божественної істини в ньому. Імам за своєю суттю визначався як прозріння (мажар) Бога на землі. 
Також активно цікавився філософією та езотеричними доктринами. Його літературний доробок був об'ємним, він склав кілька книг з екзегези Корану, щоб поширити доктрини ісмаїлітів. Він добре володів арабською мовою і склав багато прислів'їв і віршів арабською мовою, уривки з яких залишилися в пам'яті мусульман у Казвіні.